# Chamira circaeoides
Chamira circaeoides är en korsblommig växtart som först beskrevs av Carl von Linné d.y., och fick sitt nu gällande namn av Alexander Zahlbruckner. Chamira circaeoides ingår i släktet Chamira och familjen korsblommiga växter. Inga underarter finns listade i Catalogue of Life.